# Tom Lenk
Thomas Loren "Tom" Lenk (16 de junio de 1976) es un actor televisivo estadounidense, más conocido por haber interpretado a Andrew Wells en las series Buffy la Caza Vampiros y Angel.

## Biografía
Es hijo de hijo de Pam (una profesora) y de Fred Lenk (un músico que tocaba la tuba, profesor de música de secundario y administrador de cómputo de distrito escolar).
Estudió en el "Adolfo Camarillo High School" y se graduó como Bachiller en Artes de UCLA.
Tom es abiertamente gay.

## Carrera

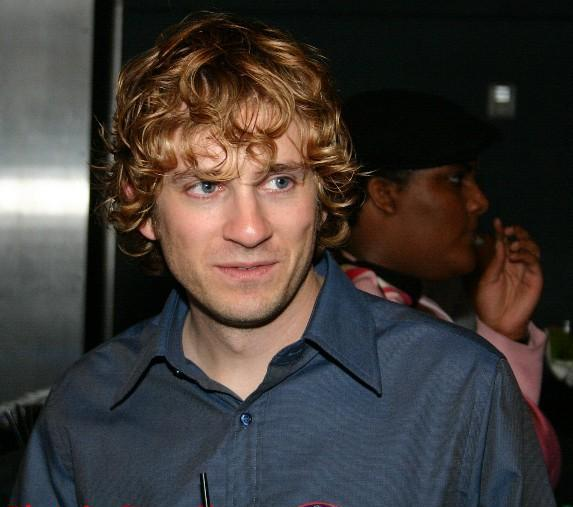
Tom Lenk en una recaudación de fondos

Tom además de actor es también escritor y dramaturgo, ha hecho giras con el elenco europeo de Grease habiendo escrito tres canciones. Es miembro de "Tangent", un grupo de improvisión.
Ha aparecido en varios videos musicales entre ellos "The Kids Aren't Alright" de The Offspring, "Shy" del grupo 3rd Faze y en  "Big Break" de Cut Chemist.
En el 2000 se unió al elenco de la popular serie norteamericana Buffy the Vampire Slayer donde interpretó a Andrew Wells hasta 2003, aunque también interpretó al vampiro Cyrus en el episodio "Real Me" de la quinta temporada. En 2004 Tom interpretó nuevamente a Andrew cuando apareció como invitado en la serie Angel.
Ha aparecido como invitado en varias series de televisión, entre ellas Joey', House, Six Feet Under, Eli Stone y en How I Met Your Mother; también ha aparecido en pequeños papeles en películas como Date Movie, El número 23 y en Transformers donde dio vida a un analista. 
En 2009 apareció como invitado en un episodio de la serie Nip/Tuck donde interpretó a Corey. Ese mismo año apareció en el comercial publicitarios de "Pepsi Max en el 2009" y en septiembre del mismo año apareció como Franz en el musical de Broadway "Rock of Ages".
En 2013 se unió al elenco recurrente de la serie Witches of East End donde interpretó al bibliotecario Hudson Rafferty, el amigo de la bruja Ingrid Beauchamp (Rachel Boston), hasta 2014, luego de que su personaje fuera asesinado por la criatura conocida como el Mandrágora.

## Filmografía

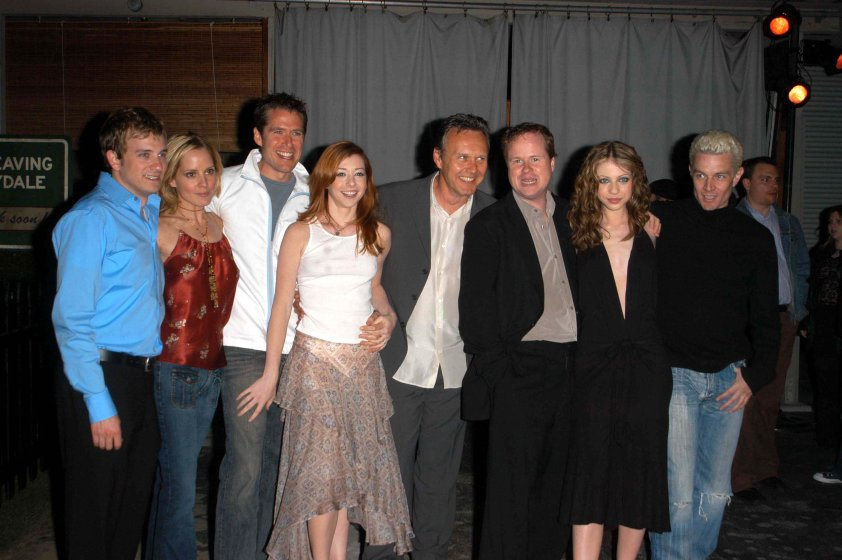
(De izquierda a derecha) Lenk, Emma Caulfield, Alexis Denisof, Alyson Hannigan, Anthony Stewart Head, Joss Whedon, Michelle Trachtenberg, James Marsters en la fiesta de los protagonistas de Buffy.

| Film       | Film                      | Film                           | Film                                        |
| Año        | Película                  | Rol                            | Otras notas                                 |
| ---------- | ------------------------- | ------------------------------ | ------------------------------------------- |
| 1997       | Boogie Nights             | Chico Nº 2 en lo del tío Floyd |                                             |
| 1999       | Boy Next Door             | Chris                          |                                             |
| 2000       | And Then Came Summer      | Chico borracho en la fiesta    |                                             |
| 2004       | Window Theory             | Sean                           |                                             |
| 2004       | Straight-Jacket           | Teddy                          |                                             |
| 2004       | Bandwagon                 | Tom Lenk                       |                                             |
| 2005       | Loretta                   | Billy                          | Corto                                       |
| 2006       | Date Movie                | Frodo                          |                                             |
| 2006       | The Thirst                | Kronos                         |                                             |
| 2007       | El número 23              | Empleado de librería           |                                             |
| 2007       | Equal Opportunity         | Thomas the Tank Engine         |                                             |
| 2007       | Transformers              | Analista                       |                                             |
| 2007       | Boogeyman 2               | Perry                          | Directo a video                             |
| 2009       | The Reapers               |                                |                                             |
| 2010       | My Girlfriend's Boyfriend | David Young                    |                                             |
| 2011       | The Cabin in the Woods    | Ronald                         |                                             |
| Televisión |                           |                                |                                             |
| Año        | Título                    | Rol                            | Notas                                       |
| 2000       | Judging Amyy              | Alan Higgins                   | Episodio: The God Thing                     |
| 2000–2003  | Buffy la Caza Vampiros    | Cyrus, Andrew Wells            | 27 episodios                                |
| 2001       | Popular                   | Repartido de pollo             | Episodio: The Brain Game                    |
| 2004       | Angel                     | Andrew Wells                   | Episodios: Damage y The Girl in Question    |
| 2004       | Six Feet Under            | Poeta joven                    | Episodio: In Case of Rapture                |
| 2004       | Joey                      | Thomas                         | Episodio: Joey and the Big Audition         |
| 2005       | House                     | Allen                          | Episodio: Spin                              |
| 2006       | How I Met Your Mother     | Scott                          | Episodio: Swarley                           |
| 2008       | G.I.L.F.                  | Tevor                          | Serie Web                                   |
| 2008       | Eli Stone                 | Asistente WPK                  | Episodio: Heal the Pain                     |
| 2008       | Samantha ¿qué?            | Empleado de la cafetería       | Episodio: The Girlfriend Episodio: The Boss |
| 2008       | Do Not Disturb            | Victor                         | Episodio: Pilot                             |
| 2009       | Trust Me                  |                                | Episodio: Odd Man Out                       |
| 2009       | Nip/Tuck                  |                                | Episodio: Enigma                            |

### Escritor, productor y compositor
| Año  | Título                                                                        | Notas                                        |
| ---- | ----------------------------------------------------------------------------- | -------------------------------------------- |
| 2012 | Christmas Is Ruined                                                           | corto - escritor & productor                 |
| 2012 | Holiday Road                                                                  | segmento "December" - escritor & productor   |
| 2012 | The Flog                                                                      | episodio "Ode to Carrie Fisher" - compositor |
| 2011 | A Slightly Exaggerated Reenactment of an Actual Voicemail I Left for Tim Gunn | corto - escritor & productor                 |
| 2011 | Hello Caller                                                                  | corto - escritor & productor                 |
| -    | Will You Be My Special Friend?                                                | obra - escritor                              |
| -    | It's Too Chilly for a Salad                                                   | obra - escritor                              |
| -    | The Orphan Project                                                            | obra - escritor                              |
| -    | Save Me From My Sister                                                        | obra - escritor                              |
| -    | Charity Takes Nationals by Storm                                              | obra - escritor                              |

### Teatro
| Año  | Obra                                                | Personaje    | Director (a) | Teatro               | Notas |
| ---- | --------------------------------------------------- | ------------ | ------------ | -------------------- | ----- |
| 2011 | Nerdgasm                                            | -            | -            | Soho Theatre         | -     |
| 2009 | Rock Of Ages (musical)                              | Franz        | -            | -                    | -     |
| 2005 | The Book of Liz                                     | Duncan Trask | -            | 2nd Stage Theatre    | -     |
| 2003 | There's Someone Living in the House That Jack Built | -            | -            | Second Stage Theatre | -     |
| -    | Will You Be My Special Friend?                      | -            | -            | -                    | -     |
| -    | Save Me From My Sister                              | -            | -            | -                    | -     |

### Serie web
| Serie Web | Serie Web           | Serie Web | Serie Web                    |
| Año       | Título              | Rol       | Otras notas                  |
| --------- | ------------------- | --------- | ---------------------------- |
| 2016      | Princess Rap Battle | Flynn     | invitado especial/1 episodio |